# Nil de Rodes
Nil de Rodes (en llatí Nilus, en grec antic Νεῖλος "Neilos")) fou un bisbe o arquebisbe de  Rodes, i era metropolità cap a l'any 1360. No era nadiu de Rodes sinó que es diu que havia nascut a l'illa de Quios.
Va escriure diverses obres de les quals la principal va ser una curta història dels nou concilis ecumènics celebrats fins a la seva època, publicada a París el 1615 com apèndix del Nomocanon de Foci. Va escriure també algunes obres sobre gramàtica.